# Кручений Яр
Кручений Яр — балка (річка) в Україні у Шевченківській селищній громаді Куп'янського району Харківської області. Права притока річки Середньої Балаклійки (басейн Дону).

## Опис
Довжина балки приблизно 10,74 км, найкоротша відстань між витоком і гирлом — 9,12  км, коефіцієнт звивистості річки — 1,18 . Формується декількома струмками та загатами. На деяких ділянках балка пересихає.

## Розташування
Бере початок у селі Гроза. Тече переважно на південний захід через село Самарське і на південно-східній околиці села Богодарівки впадає у річку Середню Балаклійку, праву притоку річки Балаклійки.

## Цікаві факти
- Біля села Самарське балку перетинає автошлях Т 2110[3] (територіальний автомобільний шлях в Україні, Кегичівка — Первомайський — Балаклія — Шевченкове. Проходить територією Кегичівського, Первомайського, Балаклійського, Чугуївського, Шевченківського районів Харківської області.).
- У XX столітті на балці існували газгольдери та газові свердловини[2].